# Kalichteich

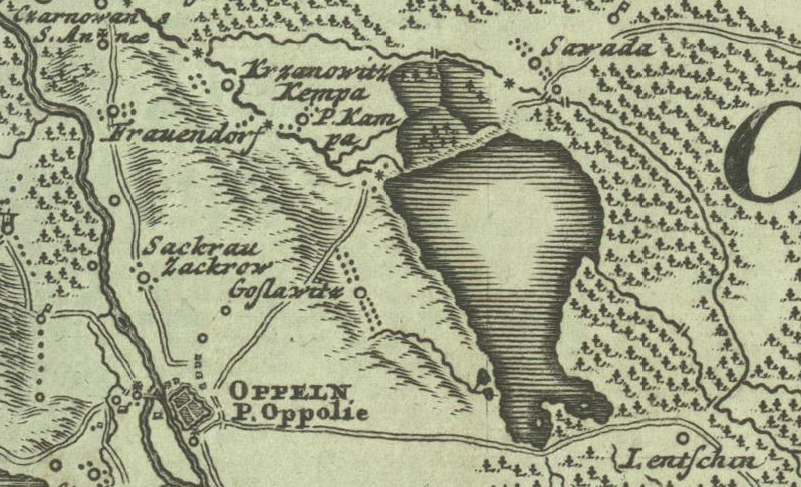
Der Kalichteich auf einem Kupferstich von 1736

Der Kalichteich (Großer Kalichteich), oder auch Kalich, war ein See nordöstlich von Oppeln. Er war der größte See in Oberschlesien und befand sich zwischen den Orten Kempa, Sowade, Gosławice (Goslawitz), Kolonia Gosławicka (Kolonie Goslawitz) und Lendzin.
Der See existierte noch Anfang des 19. Jahrhunderts. 1812 wurde seine Größe mit 1721 M. 106 QR. Flächeninhalt angegeben. Dies sind umgerechnet 4.395.595,23 m² bzw. 4,39 km². Dann wich der See der Landwirtschaft. Die Entwässerung des Kalichteiches ist im Wesentlichen vom königlichen Domainen-Fiskus ausgeführt worden. Ende des 19. Jahrhunderts war der Kalichteich komplett trockengelegt.
Der Kalichteich wurde durch die Swornitze (Swornica) gespeist, einem Nebenfluss des Himmelwitzer Wassers. Südlich vom Kalichteich befanden sich zwei kleine heute ebenfalls trockengelegte Teiche: Der Adam- und der Eva-Teich. Sie gaben auch einem Ort den Namen Adam und Eva. Heute ist Adam und Eva Teil von Kolonia Gosławicka.
Mit dem Bau des Turawa-Stausees entstand in den 1930er Jahren in der Nähe des früheren Kalichteichs ein See mit einer Größe von 24 km², der durch die Malapane gespeist wird.